# Рељино Село
Рељино Село је насељено мјесто у Босни и Херцеговини у општини Гламоч које административно припада Федерацији Босне и Херцеговине. Према попису становништва из 1991. у насељу је живјело 47 становника.

## Географија
Рељино село се налази у самом средишту доњег Гламочког поља. Село је смјештено на пресјеку (падина-греда) ливада сјеверно од села и плодних њива јужно од села. Село се простире у правцу исток/југоисток-запад/сјеверозапад, удаљено од магистралног пута Гламоч-Бања Лука око 1,7 км. Југозападно од села се налази извор (уређен бунар) Рељинац са квалитетном водом за пиће. У близини Радичића се налази такође још један уређен извор-бунар Бунарић.
Село је у послије Другог свјетског рата до седамдесетих година носило и име "Подградина“. Топоними који се јављају у Рељином селу су: Окрајци, Брдо, Јасиковац, Бријег, Редате долине, Ражена долина, Крепачић, Крметњак, Башчице, Трнчић, Обадина, Њивица, Брежине, Вученов до, Подворнице, Чланови, Згонови, Бегуље, Мајдани, Гаврановића главица, Беглачка главица, Вигњишта, Ћириновке, Пајинице, Гредар, Градина, Проган, Рељинкуше, Попрекуше, Баре, Злојине баре, Баретине, Кељановке, Ђурдануше, Омари, Гњила, Рупа, Зорњача, Вроца.

## Историја
Тачно вријеме оснивања села није познатo. У село су први доселили Радичићи, потом Црнчевићи и на крају Ајдери, који су постали и најбројнија родовска заједница. Југоисточно од данашњег положаја села до средине 20-ог вијека живјела је родовска заједница Вучен. Послије завршетка Другог свјетског рата, Вучени су продали цјелокупна имања и одселили се у Републику Србију. О њиховом поријеклу се врло мало зна.
Црнчевићи (Гаџићи) су у село доселили из данашњих Брајића, гдје су носили презиме Милошевић. Могући период доласка у село је осамнаести вијек. По предању Јован Милошевић је на збору убио турског великаша, па је дио породице побјегао у Далмацију (Дрниш,Клис, Триљ), а дио дошао у Рељино село. Турском одмаздом им је све попаљено (зацрњено) па отуд и презиме Црнчевић. Ајдери (Ајдер и Хајдер) су у село доселили са Клачине-Преодац. Изворно презиме Ајдер, је бирократским грешкама промијењено у Хајдер (што је презиме муслиманског становништва у Гламочу), тако да данас имамо и Хајдере и Ајдере (становници и потомци који су "повратили" своје старо презиме). О поријеклу Црнчевића (Кебићи), те Радичића мало се зна.
У селу постоји илирско утврђење старо око 3000 година — Градина у Рељином селу. Градина је била предмет многих истраживања (Алојз Бенац, и остали). Градина заузима централно мјесто у прстену градина које окружују поље, и које се налазе на околним висовима. Ова градине је видљива са свих осталих градина (13 градина) и служила је као својеврсни "центар везе", мјесто са којег су припадници илирског племена Делмата слали поруке (вјероватно ватра или дим) посадама и становништву осталих градина. У времену 1997-98 министарство одбране Федерације Босне и Херцеговине проводећи радове изградње тенковског стрелишта у највећем дијелу је уништила овај вриједан историјски споменик. Готово цијели сјеверни бедем и дио западног бедема је искоришћен за насипање тенковских стаза, иако камена за ту сврху има у изобиљу на било ком другом мјесту у околини села. Остаје нејасно зашто је овај историјски споменик готово уништен, будући да су у плановима за изградњу полигона учествовали и планери из западноевропских земаља чланица Нато пакта.

## Становништво
Становништво Рељиног села је подијељено у четири родовске скупине. Идући са западног дијела села прва родовска скупина су Радичићи (презиме Радичић и Ивић, обе породице славе крсну славу Светог Јована Крститеља), идући на исток следећа скупина су Кебићи (презиме Црнчевић, крсна слава Свети Јован Крститељ), даље на исток је велика родовска заједница Ајдери, са подјелом на мање родове: Глишчевићи, Кљајићи, Петровићи, Ћипуновићи, Аџићи и Гаврановићи. Сви носе презиме Ајдер или Хајдер и славе Светог Николу. Послије Ајдера идући на исток су Гаџићи (презиме Црнчевић, славе крсну славу Светог Јована Крститеља), и нису у родбинским везама са Кебићима. Идући од Гаџића на исток су већ поменута подскупина Ајдера, род Гаврановића.
Тренутно у селу не живи нико, нити је обновљен иједан стамбени или помоћни објект.
Расељавање села је почело још завршетком Првог свјетског рата, када су солунски добровољци одселили у Војводину. Завршетком Другог свјетског рата почело је убрзано расељавање, углавном у Републику Србију (претежно Београд и Војводина). Следећи талас расељавања је услиједио шездесетих и седамдесетих година 20-ог вијека када је дошло да повећане потребе за радном снагом у погонима за прераду дрвета у Гламочу. Последње и најтеже расељавање се десило 1995. године, узроковано агресијом војске Републике Хрватске. Након агресије војске Републике Хрватске у љето 1995. године, становништво села је избјегло у дијелове БиХ под српском контролом, или у Републику Србију. Додатне невоље становништву села је донијела одлука Владе Федерације БиХ да на широј територији села изгради Центар за борбену обуку, то јест тенковско стрелиште. За вријеме почетка изградње стрелишта уништене су и запаљене скоро све куће и помоћни објекти, док је пољопривредно земљиште ишпартано путевима и преорано. У међувремену је Владе Федерације БиХ одустала од изградње полигона.